# Хэскок, Карлос Норман
Карлос Норман Хэскок II (англ. Carlos Norman Hathcock II) (20 мая 1942 — 23 февраля 1999) — один из самых известных снайперов в истории вооружённых сил США. Прославился своим участием во Вьетнамской войне. Считается одной из легендарных фигур Корпуса морской пехоты США.

## Биография
Родился в городе Литл-Рок, штат Арканзас. Ещё будучи подростком, он охотился на белок и кроликов с малокалиберной винтовкой. С раннего возраста Хэскок мечтал служить в Корпусе морской пехоты. В 1959 году, в день своего 17-летия, он исполнил свою мечту, записавшись в морскую пехоту США.
Природные качества и опыт, полученный на охоте, способствовали тому, что Хэскок проявил себя прекрасным стрелком и выиграл несколько армейских чемпионатов по стрельбе. В 1966 году Хэскок был отправлен во Вьетнам, где успешно применял своё умение в боевых условиях. Вначале он служил в военной полиции, затем стал инструктором в школе снайперов 1-й дивизии морской пехоты, а ещё позднее — командиром снайперского взвода. Во Вьетнаме он отслужил один полный и один неполный срок, за это время записав на свой счёт 93 подтверждённых ликвидации; кроме того, по меньшей мере 300 уничтоженных солдат и офицеров противника не были подтверждены, так как политика американского командования требовала, чтобы цифры потерь противника базировались на «подсчёте тел», что было далеко не всегда возможно.
Национальный фронт освобождения Южного Вьетнама назначил за голову Хэскока награду в 30 тысяч долларов. Наиболее известными достижениями Хэскока были победа в дуэли с северовьетнамским снайпером (попадание точно в оптический прицел (типа ПУ, двухлинзовый) винтовки противника с дистанции около 300 м), уничтожение вражеского солдата на дистанции 2250 м из пулемёта «Браунинг M2» с оптическим прицелом (принято считать снайперским рекордом по дальности, официально побитым в 2002 году), уничтожение северовьетнамского генерала. Вьетнамцы дали Хэскоку прозвище «белое перо» за его привычку носить перо в шляпе, нарушая общепринятые правила снайперской маскировки.
Второй срок службы Хэскока во Вьетнаме закончился досрочно в сентябре 1969 года, когда бронетранспортёр, в котором он ехал, подорвался на мине. Несмотря на собственные тяжелейшие ожоги (более 40 % тела), Хэскок вытащил из горящего БТР семерых своих товарищей. На этом его служба во Вьетнаме окончилась. В морской пехоте он оставался до 1979 года, когда был вынужден уйти в отставку из-за ухудшения здоровья, вызванного боевыми ранениями.
В отставке Хэскок страдал от рассеянного склероза, однако продолжал поддерживать связи с морской пехотой до самой смерти в 1999 году в Виргиния-Бич, штат Виргиния.

## Известность

Хэскок является одним из самых знаменитых морских пехотинцев в истории КМП США. В его честь названы снайперская награда и несколько стрельбищ. Тем удивительнее, что за своё участие во Вьетнамской войне он получил лишь одну боевую награду, не считая стандартного Пурпурного сердца за ранение. Даже эта единственная награда, Серебряная звезда (третья по значимости в вооружённых силах США), была вручена ему только в 1996 году под давлением общественного движения, требовавшего наградить его высшей американской наградой — Медалью Почёта. По иронии судьбы, Хэскок был награждён не за снайперские достижения, а за спасение товарищей из горящего бронетранспортёра — поступок, за который он сам не хотел никаких наград.
Долгое время Карлос Хэскок считался самым результативным снайпером КМП (93 убитых солдата). В 1991 году вышла книга «Дорогая мама: служба снайпера во Вьетнаме» (англ. Dear Mom: A Sniper's Vietnam) другого снайпера КМП, Джозефа Уорда, в которой он упоминал ещё одного снайпера КМП, Чака Моуинни, и указывал его результат в виде 101 солдата. Вскоре Корпус морской пехоты установил, что на счету Моуинни было 103 подтверждённых убийства, и таким образом, рекорд Хэскока по числу подтверждённых ликвидированных противников был побит.

## Личная жизнь
В 1962 году Карлос Хэскок женился на Джо Винстед (Jo Winstead). Их сын, Карлос Хэскок III, пошёл по стопам отца, вступив в Корпус морской пехоты.

## В искусстве
- Стивен Спилберг подтвердил, что сцена дуэли снайперов в фильме «Спасти рядового Райана» основана на известном эпизоде из боевой биографии Карлоса Хэскока, убившего снайпера противника попаданием в оптический прицел его винтовки. Аналогичная сцена присутствует в другом американском фильме — «Снайпер», и французском — «Джинны».

### Комментарии
1. ↑  В русскоязычных источниках встречается также написание Хэткок

### Сноски
1. ↑  Joseph T. Ward. Dear Mom: A Sniper's Vietnam (англ.). — New York: Ivy Books, 1991. — ISBN 0-8041-0853-6.
2. ↑  John Simkins. Marine Corps' deadliest sniper, Charles 'Chuck' Mawhinney, dies at 75 (англ.). Marine Corps Times (16 февраля 2024). Дата обращения: 6 мая 2024. Архивировано 22 апреля 2024 года.